# كيف تتخذ قرارات جيدة وتكون على صواب طوال الوقت
كيف تتخذ قرارات جيدة وتكون على صواب طوال الوقت هو كتاب صدر عام 2008 من تأليف إيان كينج. يحدد تاريخ الفلسفة الأخلاقية ويقدم أفكاراً جديدة في الأخلاق، والتي وصفت بأنها شبه نفعية.

## ملخص
كيف تتخذ قرارات صائبة وتكون على صواب طوال الوقت يتكون من أربعين فصلاً، جُمِعت في ستة أجزاء.

### الجزء الأول. المشكلة: نحتاج إلى اتخاذ قرارات، لكننا لا نعلم كيف (الفصول 1-6)
لكي تكون النصائح الأخلاقية ذات مصداقية، يقول الكتاب إنه لا يمكن اعتبارها تعسفية. يستشهد الكتاب بِرجل النرد الرجل الذي يتخذ القرارات بناءً على لفات النرد – كمثال على اتباع النصائح وهو أمر تعسفي وبالتالي لا يمكن اعتباره أخلاقيا.
يناقش الفصل الثالث أن الحدس حول ما يجب أن نفعله يمكن أن يكون أكثر فائدة، ولكن يجري تقويضه لأن حدسنا المتعدد غالبا ما يؤدي إلى نصائح متناقضة (على سبيل المثال، «ساعد شخصًا غريبا» أو «ضع الأسرة أولاً»؟). سعى الفلاسفة إلى القضاء على هذه التناقضات من خلال تحديد الصواب والخطأ في جزء واحد من عملية صنع القرار: على سبيل المثال، في الإجراءات التي نتخذها (مثل كانط)، في شخصيتنا (مثل أرسطو،أخلاق الفضيلة)، أو في العواقب من أفعالنا (على سبيل المثال النفعية).
يشرح الفصل الرابع كيف أن «افعل ما هو أفضل» (النفعية) لا يزال يهيمن على التفكير الفلسفي والاقتصادي الحديث
يستشهد الفصل الخامس بسبعة أخطاء في النفعية. بأنها يمكن أن تكون هزيمة ذاتية؛ و بأنها لا تنظر إلا في الأحداث المستقبلية وتتجاهل الماضي؛ بأنها تضع سلطة اتخاذ القرار في أيادٍ مشكوك فيها؛ بأنها لا تميز بشكل عادل بين الناس. بأنها تضحي بالإهتمامات الفردية لصالح المجموعة؛ بأنها تقلل من درجات الوعود والإنصاف وقول الحقيقة؛ وبأنها لا تقدم أي قواعد واضحة. يناقش هذا الفصل أيضًا أن الحجة الرئيسية للنفعية غير صالحة و'فارغة'.

### الجزء الثاني. الدليل: البحث عن أساسيات الصواب والخطأ (الفصول 7-14)
يبدأ الجزء الثاني بمراجعة علمانية لِرهان باسكال،  بحجة «ما الذي يضر السعي وراء القيمة والفضيلة؟ إذا كانت هناك قيمة، فعندئِذ لدينا كل شيء لنكسبهُ، ولكن إذا لم تكن هناك قيمة، فلن نخسر أي شيء». وبالتالي، فمن المنطقي بالنسبة لنا السعي وراء شيء ذي قيمة.
يُقال إن «الأشخاص يستمدون اختياراتهم في النهاية مما يريدون فعله وما يريد الآخرون فعله».
```
يقدم بعدها أربع حجج مختلفة لإشتقاق مبدأ أساسي يمكن من خلاله تطوير الصواب والخطأ. هذه هي تكييف النفعية؛ تعديل 
لنظرية جون راولز
[
5
]
؛ حجة من النظرية التطورية؛
[
9
]
 ومنهج «
شارلوك هولمز
».
```

تتلاقى جميع الحجج الأربع حول التعاطفوالالتزام و«مبدأ المساعدة»، والتي يجادل الكتاب بأنه نواة لنظام أخلاقي قابل للتطبيق. وفقًا لأودري تانغ، من دعاة فلسفة كينغ: «إذا كان إنفاق وحدة واحدة من جهدك يمكن أن يساعد شخصًا آخر بوحدتين، كما أوضح في كتابه، فيجب أن تساعد».

### الجزء الثالث. المبدأ: تنقيح مبدأ المساعدة الفصول (15-22)
يحدد الجزء الثالث مبدأ المساعدة بعناية أكثر، مع قسم عن الحكم الذاتي، ونقد القاعدة الذهبية.
ينتج عنه نهج للأخلاق يجمع بين علم الأخلاق و العواقبية وأخلاقيات الفضيلة، وقد وصف هذا بأنه شبه النفعية.

### الجزء الرابع. البرنامج: تمديد المبادئ إلى مشاكل أخرى (الفصول 23-31)
يحاول الجزء الرابع التمييز بين الأكاذيب البيضاء والأكاذيب السيئة. على النقيض من أرسطو، الذي يعتقد أنه لا توجد قاعدة عامة حول الكذب ممكنة، «بالنسبة لمن يدعو إلى الكذب لا يمكن تصديقه أو الوثوق به»، والقديس أوغسطين، الذي اعتقد أن كل الأكاذيب كانت خاطئة، يقدم الكتاب تعريفا للأكاذيب الجيدة، و يجادل لماذا تعد ذات مصداقية و متفوقة.
يوفق الفصلان بين 28 و 29 بين حقوق الإنسان الفردية ومصالح المجموعة. كل من العدالة الفردية والعدالة الاجتماعية ميزة.

### الجزء الخامس. نصائح عملية: للناس الحقيقيين في العالم الحديث (الفصول 32-38)
يتعامل الجزء الخامس مع المواقف التي تكون فيها المعلومات غير مؤكدة، ومشكلات العالم الحقيقي الأخرى غائبة عن الكثير من الفلسفة الأكاديمية. هذه المشاكل تجعل الإيثار الفعال غير عملي ونادر.
يجادل الفصل 34 بأن مفهوم النزاهة لا يمكن أن يكون له معنى في الأخلاق إلا إذا جرى تطبيقه على العواقب التي يسمح الناس بحدوثها بدلاً من الأشخاص أنفسهم.

### الجزء السادس. التكهن: كيف تتخذ قرارات صائبة وتكون على صواب طوال الوقت (الفصول 39-40)
يدعو الجزء السادس إلى أن النظام الهجين يمكن أن يكون متسقاً داخلياً، ويعالج العديد من مشاكل مدارس الأخلاق الرئيسية.
يستنتج الفصل 40 أنه من المستحيل اتخاذ قرارات جيدة طوال الوقت لأننا لا نستطيع أبدًا معرفة ما يكفي عن العالم وعواقب أفعالنا. ومن ثم، لا يمكن للأخلاق أبدًا أن تحاكي الثورة العلمية من خلال تقديم مجموعة بسيطة من القواعد لكل موقف، على غرار تلك التي إشتقها نيوتن. هذا لأن قواعد نيوتن الخاصة لا يمكن أبدًا تطبيقها بشكل مثالي، لأننا لا نستطيع أبدًا معرفة كيف يكون العالم حقا.